# Леві Міллер
Леві Зейн Міллер (англ. Levi Zane Miller) — австралійський актор та модель. Він відомий ролями Пітера Пена у фільмі «Пен», Люка у фільмі «Дивись на всі боки» і Келвіна в «Складки часу».

## Раннє життя
Міллер народився в Брисбені, штат Квінсленд, Австралія. У віці 5-6 років він виграв драматичний конкурс з монологом Пітера Пена. Також з'явився в кількох австралійських телевізійних рекламних роликах.

## Кар'єра
Міллер знявся у фільмі «A Heartbeat Away» та в короткометражних фільмах, таких як Akiva (2010) і Great Adventures (2012). Його узгодив на роль Пітера Пена у фільмі «Пен: Подорож до Небувалії» режисер Джо Райт. Ще він знімався в «Red Dog: True Blue», де зіграв Міка.
У 2015 році він був призначений послом Polo, осінньої кампанії Ralph Lauren для дітей.
У 2016 році Міллер знявся у ролі Люка в психологічному горорі на різдвяну тематику «Дивись на всі боки», де гра актора була високо оцінена кінокритиками. Ще він зіграв Чарлі Бактіна в екранізації австралійського роману «Джаспера Джонса».
У 2018 році він зіграв Келвіна О'Кіфа в американському фентезі-пригоді «Складки часу». Наступного року він зіграв Лео у фільмі «American Exit» (2019). Міллер також зіграв Беджаміна Лейна у спортивній драмі «Стрімлайн»(2021). У 2022 році Міллер отримав роль у супергеройському фільмі «Крейвен-Мисливець».

## Фільмографія

### Фільми
| Рік  | Фільм                         | Роль                 | Примітки      |
| ---- | ----------------------------- | -------------------- | ------------- |
| 2010 | Аківа                         | Лаві                 | Короткий      |
| 2011 | A Heartbeat Away              | Хлопчик на риболовлі |               |
| 2012 | Великі пригоди                | Молодий Біллі        | Короткий      |
| 2015 | Пан                           | Пітер Пен            |               |
| 2016 | Краще остерігайтеся           | Люк Лернер           |               |
| 2016 | Червоний пес: справжній синій | Мік                  |               |
| 2017 | Джаспер Джонс                 | Чарлі Бактін         |               |
| 2018 | Складки часу                  | Келвін О'Кіф         |               |
| 2019 | Американський вихід           | Лев                  |               |
| 2021 | Оптимізація                   | Бенджамін Лейн       | [ 14 ]        |
| 2022 | Перед світанком               | Джим Коллінз         | [ 17 ]        |
| 2024 | Мисливець Крейвен             | юний Сергій Кравінов | Пост-продакшн |
| TBA  | Beach Boys                    |                      | [ 18 ]        |